# Point of presence
O Point of Presence,  ou PoP, é o local onde o ISP (Internet Service Provider) mantém o equipamento de telecomunicações necessário para permitir o acesso local dos seus clientes/utilizadores à Internet. Sendo um ponto de acesso à Internet, o point of presence  é também uma localização física, na medida em que se situa num determinado espaço geográfico, escolhido pelo ISP em função da população envolvente. Os ISPs possuem geralmente vários POPs estrategicamente distribuídos pela área em que operam, para permitire uma ligação local a todos os clientes. 